# Verantwortlicher (Datenschutz)
Verantwortlicher im Sinne des europäischen Datenschutzrechts ist eine natürliche oder juristische Person, Behörde, Einrichtung oder andere Stelle, die allein oder gemeinsam mit anderen über die Zwecke und Mittel der Verarbeitung von personenbezogenen Daten entscheidet. Bis zur Vollharmonisierung des Datenschutzrechts durch die Datenschutz-Grundverordnung wurde in Deutschland der Begriff verantwortliche Stelle verwendet. Heute werden beide Begriffe synonym verwendet. Letztendlich handelt immer ein Mensch. Verantwortlicher ist entsprechend auch der Behördenleiter oder die Geschäftsführung. Für die Bestimmung des Verantwortlichen kommt es darauf an, ob aus Eigeninteresse auf die Verarbeitung personenbezogener Daten Einfluss genommen und damit an der Entscheidung über die Zwecke und Mittel dieser Verarbeitung mitgewirkt wird. Durch eine weite Definition soll ein wirksamer und umfassender Schutz der betroffenen Personen gewährleistet werden.
Der Europäische Gerichtshof hat bereits entschieden, dass eine Suchmaschine Verantwortlicher für entsprechende Datenverarbeitungen ist. Ein soziales Netzwerk ist verantwortlich für die Daten der Nutzer. Wer eine Fanpage bei einem sozialen Netzwerk betreibt, ist auch Verantwortlicher, obwohl das soziale Netzwerk im Wesentlichen die Verarbeitung der Daten durchführt. Auch die Einbindung von Social-Media-Plug-ins begründet eine Verantwortlichkeit, wenn dadurch Daten an die Social-Media-Plattform übertragen werden. Eine Religionsgemeinschaft ist ebenfalls Verantwortlicher, wenn Mitglieder organisiert von Tür zu Tür laufen, obwohl die Gemeinschaft selbst keinen Zugriff auf die dabei gesammelten Daten hat.
Der Verantwortliche setzt geeignete technische und organisatorische Maßnahmen um, die die Einhaltung der Datenschutzgrundverordnung gewährleisten (Art. 24 DSGVO).
Konkret muss der Verantwortliche
- die Ausübung von Betroffenenrechten ermöglichen[12] und erleichtern[13],
- eine Dokumentation der Verarbeitungstätigkeiten führen[14],
- Datenschutzverletzungen melden (Art. 33 DSGVO) und Betroffene gegebenenfalls benachrichtigen (Art. 34 DSGVO),
- bei hohem Risiko eine Datenschutz-Folgenabschätzung vornehmen (Art. 25 DSGVO),
- ggf. einen Datenschutzbeauftragten benennen (Art. 37 DSGVO) und
- Datenschutzgrundsätze einhalten und Rechenschaft über deren Einhaltung ablegen (Art. 5 Abs. 2 DSGVO)

## Abgrenzung zum Auftragsverarbeiter
Der Verantwortliche kann einen Auftragsverarbeiter mit der Datenverarbeitung beauftragen (Art. 28 DSGVO). Weiterhin trägt der Verantwortliche aber das Risiko der Konformität mit der DSGVO, hat diese also zu garantieren und den Auftragsverarbeiter entsprechend zu kontrollieren. 